# Tamanka maculata
Tamanka maculata är en fiskart som beskrevs av Aurich, 1938. Tamanka maculata ingår i släktet Tamanka och familjen smörbultsfiskar. Inga underarter finns listade i Catalogue of Life.